# Tan Cheng Bock

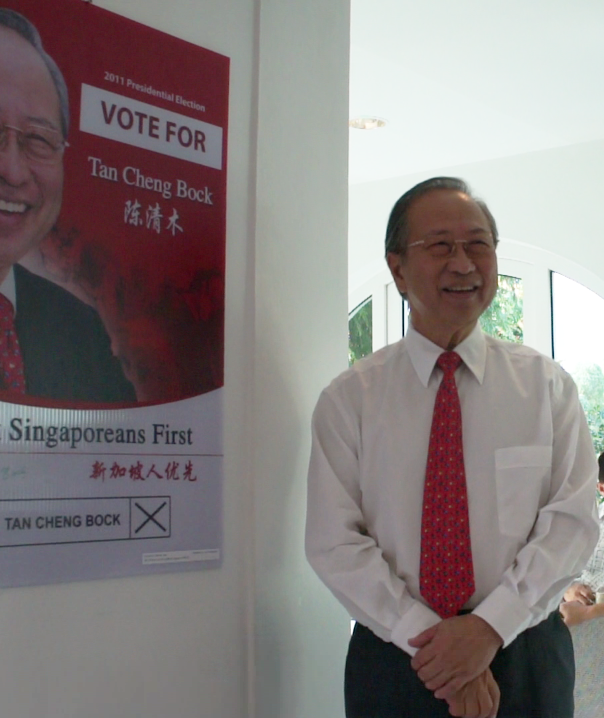
Tan Cheng Bock (2011)

Adrian Tan Cheng Bock (chinesisch: 陈清 木; pinyin: Chén Qīngmù; Pe̍h-ōe-jī: Tân Chheng-bo̍k; * 26. April 1940) ist ein singapurischer Politiker und Arzt, der der Gründer und erste Generalsekretär des Progress Singapore Party (PSP). Er stand auch für die Präsidentschaftswahlen 2011 und gewann die zweithöchste Stimmenzahl mit 34,85 % unter allen vier Kandidaten, wobei er geringfügig um 0,35 % gegen den Sieger Tony Tan verlor.
Zuvor war er Mitglied der People’s Action Party (PAP) und von Dezember 1980 bis Mai 2006 PAP-Abgeordneter für Ayer Rajah SMC.

## Geschichte
Tan wurde in einer Hokkien sprechenden Familie geboren und an der Radin Mas Primary School und der Raffles Institution ausgebildet, bevor er an der Universität von Singapur studierte, wo er 1968 seinen Bachelor of Medicine and Surgery abschloss. Von 1980 bis 2006 war er Abgeordneter im Parlament von Singapur als Mitglied der People’s Action Party. Anfang Mai 2011 trat er aus dem PAP aus, um sich als Kandidat für die Präsidentschaftswahlen 2011 zu bewerben.
Tan ist seit 1971 Ärztlicher Direktor der Ama Keng Medical Clinic in Jurong. Er war Vorsitzender der Society of Private Practice, Ratsmitglied des College of General Practitioners und Ausschussmitglied im Rat der Singapore Medical Association (SMA), als Vorsitzender des SMA Trust Fund, als Vorstandsmitglied der SMA-Ethikkommission, als Vertreter der SMA im Ausschuss des Gesundheitsministeriums für die Regulierung medizinischer Kliniken und als nebenberuflicher klinischer Lehrer in der Allgemeinmedizin an der National University of Singapore.
Tan trat 1980 bei den Parlamentswahlen unter dem Banner der People’s Action Party in die politische Arena ein und wurde mit 83 % der Stimmen zum gewählten Mitglied des Wahlkreises Ayer Rajah. Tans nachfolgende Wahlergebnisse mit durchschnittlich 77 % wurden als einer der leistungsstärksten Kandidaten in Singapur angesehen. Sein bisher bestes Ergebnis war seine letzte Wahl im Jahr 2001 mit 88 %.
Während seiner Zeit im Parlament war er Vorsitzender der parlamentarischen Ausschüsse (GPCs) der Regierung für Bildung (1987–1990), nationale Entwicklung (1991–1995) und Umwelt (1995–1997) und koordinierter Vorsitzender für alle GPCs von 1987–88. Er war auch Mitglied der GPCs für Kommunikation (1997–2000) und Verteidigung und auswärtige Angelegenheiten (2001–2006). Tan war von 1991 bis 1996 Vorsitzender der Singapur-Europäischen Parlamentsgruppe und von 1997 bis 2006 der Singapur-SEA-Fraktion. Von 1987 bis 1996 war er gewähltes Mitglied des PAP Central Executive Committee, des höchsten Regierungsausschusses innerhalb des PAP. Tan trat bei den Parlamentswahlen 2006 als Abgeordneter zurück. Von 1989 bis 1991 war er außerdem Vorsitzender des Jurong East Town Council, von 2001 bis 2004 Vorsitzender des West Coast-Ayer Rajah Town Council, von 1997 bis 2000 Vorsitzender des Bukit Timah Community Development Council und Vorsitzender der Feedback Unit im Ministerium für Gemeindeentwicklung von 1985 bis 1989.
Er verließ die Politik vor den Parlamentswahlen 2006, während sein Wahlkreis in den nahe gelegenen Wahlkreis der West Coast GRC (die Division Ayer Rajah wird seitdem von S. Iswaran (der neben Iswarans Westküste übernommen wurde) und später Foo Mee Har umbenannt wurde Parlamentswahlen 2011).

## Präsidentschaftswahlen 2011

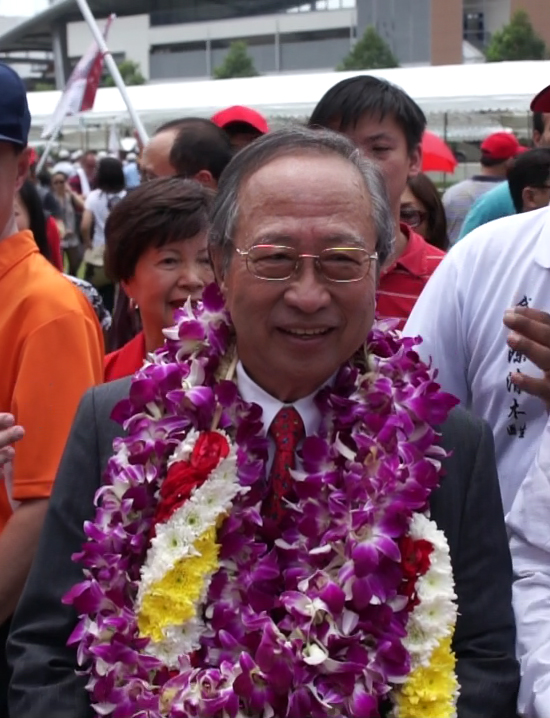
Nomination Centre (17. August 2011)

Am 27. Mai 2011, 20 Tage nach den jüngsten Parlamentswahlen, war Tan der erste Kandidat, der eine Kandidatur für die bevorstehende Präsidentschaftswahl beantragte. Er trat Anfang des Monats vor der Ankündigung von der PAP zurück (laut Verfassung müssen Kandidaten, die sich für die Präsidentschaftswahlen bewerben, unparteiische, unabhängige Kandidaten sein und dürfen keiner politischen Partei angehören oder diese vertreten). Am 22. Juli 2011 reichte Tan die Formulare für die Präsidentschaft ein.
Vor dem Nominierungstag (der am 17. August stattfinden soll), trotz der Erwartung eines starken Wettbewerbs gegen die anderen potenziellen Rivalen, die ebenfalls ihre Kandidatur angekündigt haben (ehemaliger stellvertretender Premierminister Tony Tan und Chief Executive Officer von NTUC Income, Tan Kin Lian). Er reichte seine Anträge am 22. Juli ein und war am 11. August einer der vier Kandidaten (die oben genannten drei sowie der ehemalige Kandidat der Demokratischen Partei von Singapur, Tan Jee Say), dem das Berechtigungszertifikat verliehen wurde, ein Punkt, der erforderlich war, um ihre Nominierungen während des Jahres abzuschließen Nominierungstag. Der viereckige Kampf markierte nur die zweite Präsidentschaftswahl in der Geschichte (die erste war 1993) mit einem Wettbewerb, da die beiden vorhergehenden Präsidentschaftswahlen (1999 und 2005) beide unbestrittene Überholmanöver waren.
Tan erklärte, dass er bei seiner Wahl den Multirassismus fördern würde.
Am 27. August wählte Singapur seinen siebten und neu gewählten Kandidaten. Ungefähr fünf Stunden nach Abschluss der Umfragen rief Tan um 1.23 Uhr die Wahlabteilung an, um eine Nachzählung der Wahlen zu erhalten. Aufgrund eines engen Spielraums mit weniger als 2 % zwischen den beiden besten Kandidaten (der andere war Tony Tan) stimmte ELD Tans Antrag zu, und die Stimmenzählung dauerte etwa drei Stunden, bevor die Ergebnisse endgültig feststanden.
Um 4.10 Uhr morgens verlor Tan Cheng Bock die Wahl geringfügig gegen Tony Tan mit einem Vorsprung von 0,35 % (7.269 Stimmen). Cheng Bock erhielt 737.128 (34,85 % der 2.115.118 gültigen) Stimmen, während Tony 744.397 Stimmen (35,20 %) erhielt.
Tan Cheng Bock wollte sich nicht für die Präsidentschaftswahlen 2017 bewerben, reichte jedoch beim High Court eine verfassungsrechtliche Anfechtung ein, um festzustellen, ob es richtig ist, die Wahl als reservierte Wahl im Rahmen der neu eingeführten Änderungen der gewählten Präsidentschaft festzulegen, und ob Wee Kim Wee (der vierte Präsident Singapurs) seit der Einführung der Verfassung für die gewählte Präsidentschaft im Jahr 1991 als eine Amtszeit von sechs Jahren gezählt wird, aber der Richter des High Court, Quentin Loh, lehnte seine Anfechtung ab und erklärte: "Artikel 164 (1) (a) sieht vor, dass das Parlament die erste Amtszeit des Präsidenten festlegt, die gemäß Art. 19B (1) ("Erste Amtszeit") zu zählen ist, das Gericht der fünf Richter wies seine Berufung jedoch am 23. August einstimmig zurück und entschied, dass das Parlament nach eigenem Ermessen die erste Amtszeit festlegt, die Präsident Wee als eine Amtszeit des Vorsitzes gezählt wurde. Am Ende war Halimah Yacob am 13. September 2017 der einzige Kandidat für das Zulassungszertifikat.

## Progress Singapore Party
Im Jahr 2018 leitete Tan eine Versammlung zusammen mit sieben Oppositionsparteien (Demokratische Partei Singapurs, Reformpartei, Singapurer zuerst, Volkspartei, Demokratische Fortschrittspartei, Nationale Solidaritätspartei und eine neue Partei, die vom ehemaligen NSP-Chef Lim Tean, Peoples Voice, gegründet wurde). eine mögliche Koalition für die bevorstehenden Wahlen zu planen. Am 19. Januar 2019 reichte Tan zusammen mit 12 anderen Antragstellern einen Antrag auf Gründung einer neuen politischen Partei namens Progress Singapore Party ein, um eine „zusätzliche Stimme im Parlament“ zu sein, und startete am 3. August 2019.
Tan trat an der West Coast GRC bei den Parlamentswahlen 2020 in Singapur an, in denen sich seine ehemalige Gemeinde Ayer Rajah befand. Sein PSP-Team an der West Coast GRC verlor mit 48,31 % der Stimmen erneut knapp gegen die amtierende People’s Action Party. Zu den PAP-Kandidaten gehören Rachel Ong Sin Yen, Desmond Lee, Ang Wei Neng, S. Iswaran und Foo Mee Har, während die PSP-Kandidaten Leong Mun Wai, Hazel Poa, Nadarajah Loganathan und Jeffrey Khoo sind. Zwei Kandidaten gingen zu Nicht-Wahlkreis-Abgeordneten des Parlaments; Hazel Poa und Leong Mun Wai.